# 中华伞螺
中华伞螺（学名：Umbraculum umbraculum）是伞壳目伞螺科伞螺属的一种，也是傘螺屬的模式種。

## 分佈
主要分布于韩国、中国大陆、台湾，常栖息在浅海珊瑚礁、岩石底。

## 外部連結
- 維基物種上的相關：中华伞螺